# Classe Mikura
La Classe Mikura est une classe d'escorteurs de la Marine impériale japonaise construite en début de la Seconde Guerre mondiale.

Les japonais appelaient ces navires Kaibōkan "navires de défense en haute mer", (Kai = mer, océan, Bo = défense, Kan = navire), navire  initialement conçu pour la protection de la pêche, le déminage et l'escorte de convois.

## Conception
La classe Mikura a d'abord été désignée comme Type B. Contrairement aux deux classes précédentes Shimushu et Etorofu celle-ci est directement consacré à la lutte anti-sous-marine  et lutte anti-aérienne. Lors de son lancement elle est armée de 120 charges de profondeur, avec 6 lanceurs. En 1944, elle reçoit un  mortier de tranchée de 80 mm ainsi que deux radars (type 13 et 22) et d'un sonar (type 93). Son armement anti-aérien a très vite atteint les 18 mitrailleuses  de Type 96 25 mm AT/AA Gun.

## Les unités
| Nom       | Chantier naval                     | Quille           | Lancement        | Service          | Fin de carrière                                  |
| --------- | ---------------------------------- | ---------------- | ---------------- | ---------------- | ------------------------------------------------ |
| Mikura    | Nihon Kōkan Corporation Tsurumi-ku | 1er octobre 1942 | 16 juillet 1943  | 30 octobre 1943  | coulé le 28 mars 1945                            |
| Miyake    | Nihon Kōkan Corporation Tsurumi-ku | 12 février 1943  | 30 août 1943     | 30 novembre 1943 | vendu le 2 juillet 1948                          |
| Awaji     | Hitachi Zosen Sakurajima Osaka     | 1er juin 1943    | 15 octobre 1943  | 15 février 1944  | torpillé le 2 juin 1944                          |
| Kurahashi | Nihon Kōkan Corporation Tsurumi-ku | 1er juin 1943    | 15 octobre 1943  | 10 mars 1944     | endommagé le 16 janvier 1945 détruit en 1947     |
| Nomi      | Nihon Kōkan Corporation Tsurumi-ku | 10 août 1943     | 3 décembre 1943  | 15 mars 1944     | coulé le 14 avril 1945                           |
| Chiburi   | Nihon Kōkan Corporation Tsurumi-ku | 20 juillet 1943  | 30 novembre 1943 | 13 mai 1944      | coulé le 12 janvier 1945                         |
| Yashiro   | Hitachi Zosen Sakurajima Osaka     | 18 novembre 1943 | 16 février 1944  | 6 juin 1944      | vendu à la Chine le 29 août 1947 Détruit en 1954 |
| Kusagaki  | Nihon Kōkan Corporation Tsurumi-ku | 7 septembre 1943 | 12 janvier 1944  | 1er juillet 1944 | coulé le 7 août 1944                             |